# 中国共产党重庆市纪律检查委员会
中国共产党重庆市纪律检查委员会，简称中共重庆市纪委，是中国共产党的省级纪律检查机关，与重庆市监察委员会合署办公。

## 历届组成人员
第六届市纪委（2022年5月至今）
- 书记：宋依佳（女）
- 副书记：王建东、梅哲、阚吉林、彭冲